# 盛岡広域振興局
| 県央広域振興圏のデータ |                                                |
| 面積                   | 3641.9 km2 （全県比：23.8%） （2009年10月1日） |
| 国勢調査               | 481,699 人 （全県比：36.2%） （2010年10月1日） |
| 推計人口               | 445,772 人 （全県比：39.1%） （2025年2月1日）  |

岩手県 地域区分図

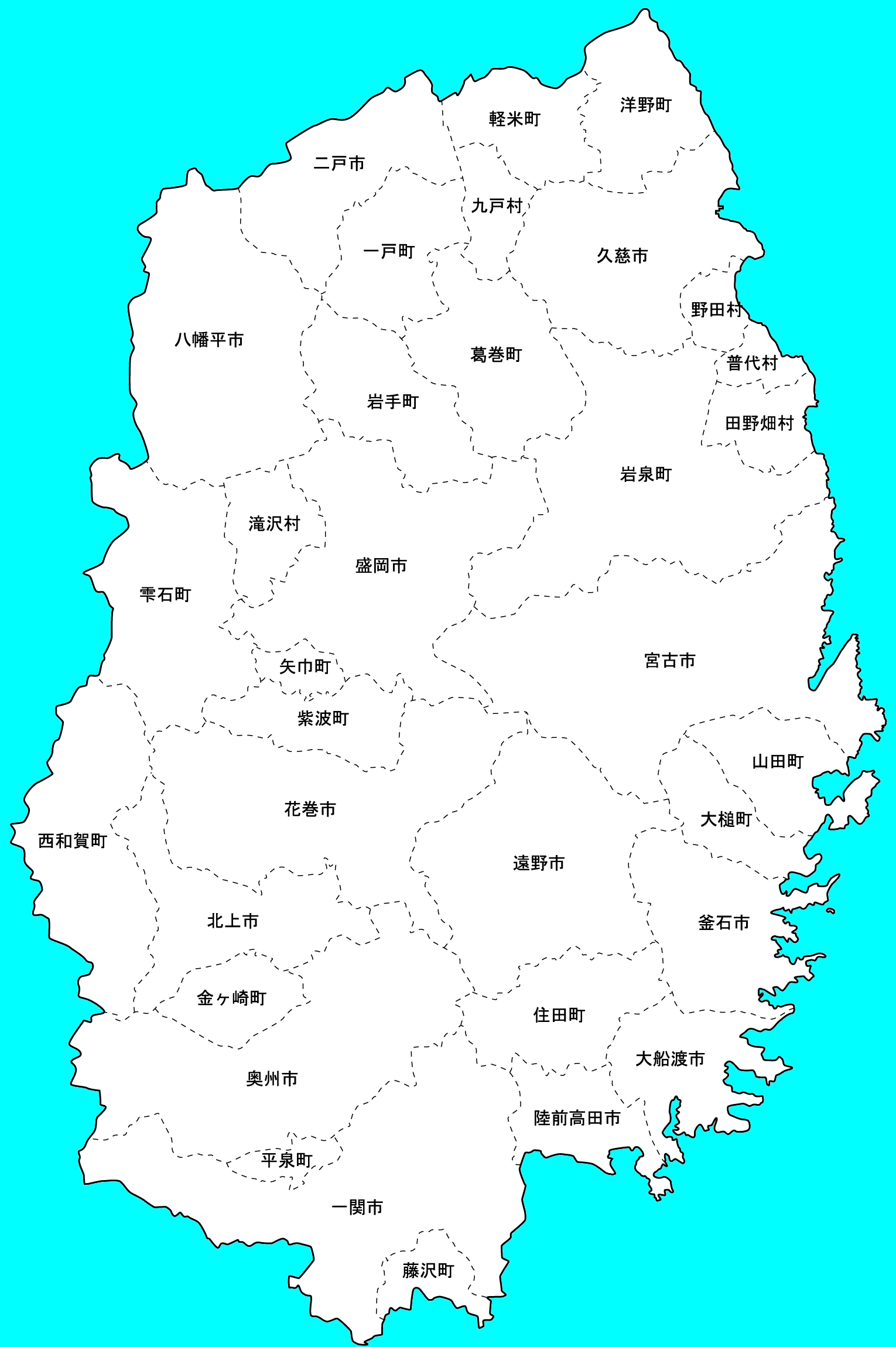
岩手県-地方行政区分-地図

盛岡広域振興局（もりおかこういきしんこうきょく）は、岩手県の県央広域振興圏を管轄する県の出先機関（支庁）であり、盛岡市に置かれている。
盛岡地方振興局の広域振興局体制への移行により2010年（平成22年）から現在の名称となった。

## 県央広域振興圏
県南広域振興局が管轄する県南広域振興圏に次ぐ人口を擁している。
| 自治体       | 位置                                   | 2025年2月1日 推計人口 | 面積       |
| ------------ | -------------------------------------- | --------------------- | ---------- |
| 盛岡市       | 北緯39度42分7秒 東経141度9分15.7秒     | 280,058 人            | 886.47 km2 |
| 八幡平市     | 北緯39度55分35秒 東経141度5分42.8秒    | 022,244 人            | 862.25 km2 |
| 滝沢市       | 北緯39度44分4.9秒 東経141度4分37.3秒   | 054,388 人            | 182.32 km2 |
| 岩手郡雫石町 | 北緯39度41分46.6秒 東経140度58分32.7秒 | 014,463 人            | 609.01 km2 |
| 岩手郡葛巻町 | 北緯40度2分23.6秒 東経141度26分11.2秒  | 05,013 人             | 434.99 km2 |
| 岩手郡岩手町 | 北緯39度58分21.3秒 東経141度12分45秒   | 010,880 人            | 360.55 km2 |
| 紫波郡紫波町 | 北緯39度33分17.4秒 東経141度10分3.8秒  | 031,627 人            | 239.03 km2 |
| 紫波郡矢巾町 | 北緯39度36分21.7秒 東経141度8分34.6秒  | 027,099 人            | 067.28 km2 |

## 庁舎所在地
- 〒020-0023　盛岡市内丸11-1
  - 周辺には岩手県庁、盛岡市役所、岩手県公会堂がある。
  - 部署によっては、住所が異なるものもある。「#組織」の項目に（　　）で記す。

## 組織
- 経営企画部
  - 企画推進課
  - 産業振興課
  - 総務課
  - 管理入札課
  - 支出審査課

- 県税部
  - 管理課
  - 納税課
  - 直税課
  - 間税課

- 保健福祉環境部・県央保健所
  - 企画管理課
  - 医療介護課
  - 健康推進課
  - 環境衛生課
  - 保護課
  - 児童障がい福祉課

- 農政部
  - 農業振興室
    - 農業振興課

  - 農村整備室
    - 農村環境課
    - 管理用地課
    - 農村計画課
    - 農地整備課

- 盛岡農業改良普及室・盛岡農業改良普及センター

- 八幡平農業改良普及室・八幡平農業改良普及センター（八幡平市田頭39-72-2）

- 林務部
  - 林務課
  - 森林保全課

- 土木部
  - 管理課
  - 用地課
  - 道路整備課
  - 道路環境課
  - 河川砂防課
  - 建築指導課
  - 住宅課
  - 岩手土木センター（岩手郡岩手町大字五日市第9地割48）
  - 綱取ダム管理事務所（盛岡市浅岸字二ツ森25－34）
  - 簗川ダム建設事務所（盛岡市東中野字沢田94 - 1）

- 盛岡教育事務所

## 沿革
- 1986年（昭和61年） - 盛岡地域を管轄する農林事務所や福祉事務所などの単独行政機関を統合して盛岡地方振興局が設置される。
- 2010年（平成22年） - 岩手県の組織改編により盛岡広域振興局となる。[2]

## 関連事項
- 岩手県庁
- 県内の他の広域振興局
  - 県南広域振興局
  - 県北広域振興局
  - 沿岸広域振興局
- 都市圏
  - 盛岡都市圏